# Mhlume
Mhlume è una città nel nord-est dell'eSwatini. Conta intorno ai 1 000 abitanti. È nota per le coltivazioni di canna da zucchero e per l'industria di raffinazione dello zucchero. 